# Phaonia robusta
Phaonia robusta este o specie de muște din genul Phaonia, familia Muscidae, descrisă de Barros de Carvalho în anul 1984. Conform Catalogue of Life specia Phaonia robusta nu are subspecii cunoscute.